# Víctor Hugo Zamora
Víctor Hugo Zamora Castedo (Santa Cruz de la Sierra, Bolivia; 5 de diciembre de 1970) es un ingeniero forestal y político boliviano que ocupó el alto de Ministro de Hidrocarburos de Bolivia desde el 14 de noviembre de 2019 hasta el 8 de noviembre de 2020, durante el gobierno de la presidenta Jeanine Áñez Chávez. Durante su larga trayectoria y carrera política, Victor Hugo Zamora fue también concejal municipal de la ciudad de Tarija desde 2005 hasta 2009, luego fue diputado uninominal desde 2010 hasta 2014 y finalmente fue senador desde 2015 hasta 2019.

## Biografía
Victor Hugo Zamora nació el 5 de diciembre de 1970. Proviene de una familia de clase media. El padre de Víctor Hugo Zamora, fue el ingeniero industrial chuquisaqueño José Zamora Zelaya (originario de los Cintis) que trabajó en la industria tarijeña y su madre fue la cruceña Blanca Castedo Kreidler (de origen Chiquitano). Debido al trabajo de su padre, Víctor Hugo Zamora nació en la ciudad de Santa Cruz de la Sierra, pero creció y vivió toda su vida en el Departamento de Tarija. Víctor Hugo es el último hijo de los 6 hijos del matrimonio.
Víctor Hugo Zamora comenzó sus primeros estudios escolares en 1976 en diferentes escuelas rurales de Bermejo y Villamontes. Continuó con sus estudios secundarios en el Colegio Manuel Belgrano en Tarija saliendo bachiller el año 1987 del Colegio La Salle también de la ciudad de Tarija. Continuó con sus estudios superiores, ingresando a estudiar la carrera de ingeniería en la Universidad Autónoma Juan Misael Saracho (UAJMS), titulándose como ingeniero forestal de profesión en 1995.
Realizó estudios de posgrado, obteniendo un diplomado en Medio Ambiente de la Universidad de Sevilla en España, a su vez, realizó también una maestría en medio ambiente con mención en Hidrocarburos.
Cabe mencionar que durante su etapa en la universidad, Víctor Hugo Zamora fue dirigente universitario, dando inicio a su actividad pública en la dirección universitaria a principios de la década de 1990. Fue el secretario ejecutivo de la Federación Universitaria Local (FUL) y a nivel nacional presidió 
la Confederación Universitaria Boliviana (CUB).
Durante su vida laboral, Víctor Hugo Zamora trabajo como consultor privado y también como director de desarrollo rural y secretario general de la entonces Prefectura de Tarija (actual Gobernación de Tarija) desde el año 2000 hasta 2002.

## Carrera política

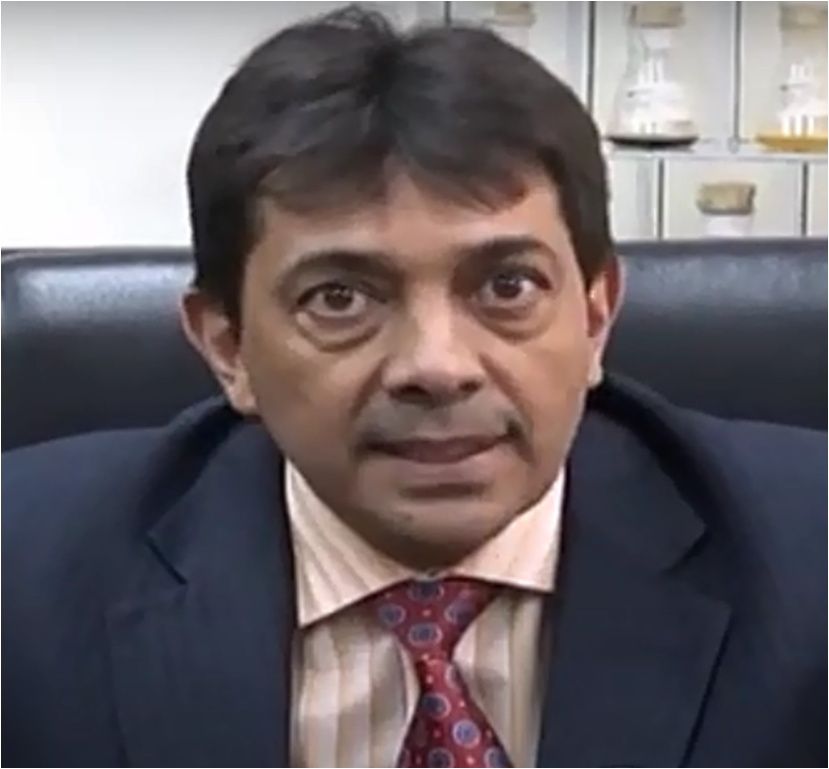
Victor Hugo Zamora durante una conferencia de prensa en noviembre de 2019.

### Elecciones Nacionales de 1997
Víctor Hugo Zamora ingresó muy tempranamente a la vida política del país, siendo todavía un joven de apenas 27 años de edad en 1997. Ese mismo año se afilió al partido político de Acción Democrática Nacionalista (ADN) y participa por primera vez como candidato a diputado plurinominal en las elecciones generales de 1997, pero no tuvo éxito, ya que no logró alcanzar la votación mínima requerida para acceder al curul parlamentario de la diputación.

### Concejal de Tarija (2005-2010)
Ante el fracaso que consiguió en 1997 con el partido de ADN, esta vez Víctor Hugo Zamora decidió aproximarse al partido del Movimiento de Izquierda Revolucionaria (MIR). Por esta sigla política, postuló como candidato a concejal por el municipio de Tarija para el periodo 2005-2010. Logró ganar dicha concejalia, accediendo al cargo el 10 de enero de 2005. Cabe mencionar que durante su etapa como concejal, Víctor Hugo Zamora junto a otros líderes regionales tarijeños fundaron la agrupación política departamental Unidos para Renovar (UNIR). Renunció a su puesto en el concejo el 6 de septiembre de 2009, para habilitarse a las Elecciones generales de diciembre de 2009.

### Diputado Uninominal de Bolivia (2010-2015)
Para las elecciones nacionales de 2009, la agrupación tarijeña UNIR respaldó al Plan Progreso para Bolivia-Convergencia Nacional (PPB-CN) como principal frente de oposición al masismo. Víctor Hugo Zamora participó en las elecciones de 2009 como candidato al cargo de 
diputado plurinominal por la Circunscripción 45 (ciudad de Tarija) en representación de la alianza política PPB-CN. A diferencia de 1997 (12 años antes), esta vez Victor Hugo Zamora logró ganar, obteniendo el apoyo del 43,3 % de la votación total de su circunscripción, el cual dicho resultado electoral lo ayudó para ingresar por primera vez la Cámara de Diputados de Bolivia. Renunció a la diputación el 12 de julio de 2014 para postularse en las elecciones nacionales de octubre de 2014 al cargo de senador.

### Senador de Bolivia (2015-2019)

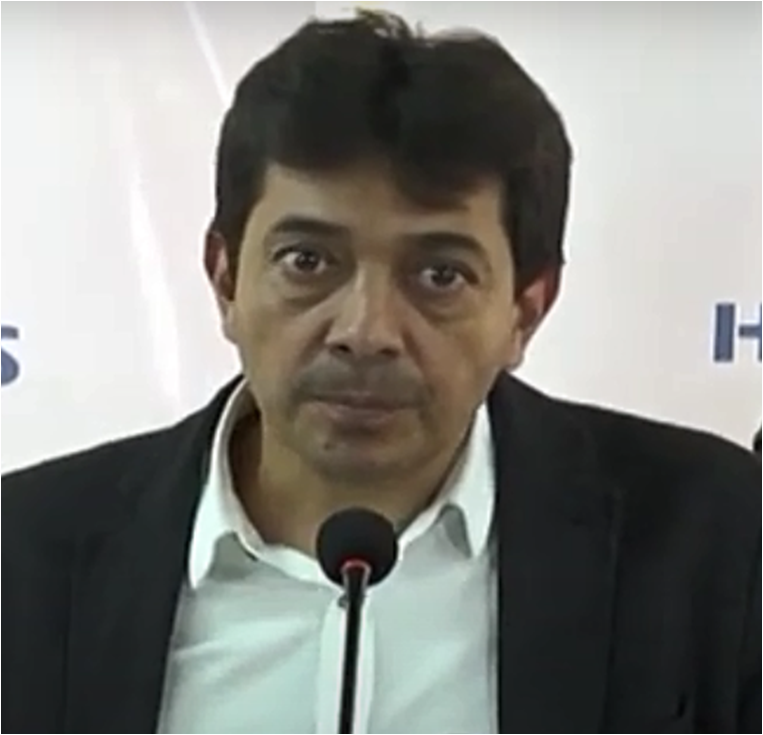
Victor Hugo Zamora ya como Ministro de Hidrocarburos de Bolivia en una conferencia de prensa en diciembre de 2019.

Victor Hugo Zamora participa nuevamente en las elecciones nacionales de 2014, como candidato al cargo de senador por el Departamento de Tarija, como el único senador del Partido Demócrata Cristiano (Bolivia). Logró ganar la senaduría obteniendo la votación mínima requerida, posesionándose en el cargo el 22 de enero de 2015 en la Cámara de Senadores de Bolivia.

### Ministro de Hidrocarburos (2019-2020)
El 14 de noviembre de 2019, la presidenta Jeanine Áñez Chávez posesionó al senador Victor Hugo Zamora como el nuevo ministro de Hidrocarburos, en reemplazo de Luis Alberto Sánchez. El 9 de noviembre de 2020 fue reemplazado por Franklin Molina Ortiz, designado por el presidente electo Luis Arce Catacora.
| Predecesor: Luis Alberto Sánchez | Ministro de Hidrocarburos de Bolivia 14 de noviembre de 2019 - 9 de noviembre de 2020 | Sucesor: Franklin Molina Ortiz |